# Haut Enseignement Commercial pour les jeunes filles
Haut Enseignement Commercial pour les jeunes filles (más comúnmente HEC Jeunes Filles), es una escuela superior francesa de comercio y gestión, reservada a mujeres, que funcionó de 1916 a 1975. HECJF es un título reconocido por el estado en Francia. El diploma permitía enseñar economía y gestión en escuelas primarias y otorgaba créditos para convertirse en contador público.
Inicialmente llamada EHEC, la escuela pasó a llamarse HEC Jeunes Filles tras su liberación.
HECJF y absorbida en 1975 por HEC Paris.
Desde el 1 de enero de 2013, HECJF Alumnae es miembro de pleno derecho de HEC Alumni.

## Graduadas famosas
- Édith Cresson, la primera mujer en desempeñar el cargo de primer ministro de Francia, entre 1991 y 1992
- Catherine Robbe-Grillet, una escritora francesa